# Liste der Bodendenkmäler in Aufseß
Auf dieser Seite sind die Bodendenkmäler in der oberfränkischen Gemeinde Aufseß zusammengestellt. Diese Tabelle ist eine Teilliste der Liste der Bodendenkmäler in Bayern. Grundlage ist die Bayerische Denkmalliste, die auf Basis des Bayerischen Denkmalschutzgesetzes vom 1. Oktober 1973 erstmals erstellt wurde und seither durch das Bayerische Landesamt für Denkmalpflege geführt wird. Die folgenden Angaben ersetzen nicht die rechtsverbindliche Auskunft der Denkmalschutzbehörde.

## Bodendenkmäler der Gemeinde Aufseß

### Gemarkung Aufseß
| Lage              | Objekt                                                                                                | Akten-Nr.     | Bild           |
| ----------------- | --- | ------------- | -------------- |
| Aufseß (Standort) | Höhle mit Funden vorgeschichtlicher Zeitstellung.                                                     | D-4-6133-0036 |                |
| Aufseß (Standort) | Grabhügel vorgeschichtlicher Zeitstellung.                                                            | D-4-6133-0037 |                |
| Aufseß (Standort) | Grabhügel vorgeschichtlicher Zeitstellung.                                                            | D-4-6133-0038 |                |
| Aufseß (Standort) | Grabhügel vorgeschichtlicher Zeitstellung.                                                            | D-4-6133-0039 |                |
| Aufseß (Standort) | Grabhügel vorgeschichtlicher Zeitstellung.                                                            | D-4-6133-0040 |                |
| Aufseß (Standort) | Grabhügel vorgeschichtlicher Zeitstellung.                                                            | D-4-6133-0041 |                |
| Aufseß (Standort) | Turmhügel des Mittelalters.                                                                           | D-4-6133-0042 |                |
| Aufseß (Standort) | Grabhügel vorgeschichtlicher Zeitstellung, daraus Funde der Hallstatt- und der frühen Latènezeit.     | D-4-6133-0043 |                |
| Aufseß (Standort) | Grabhügel vorgeschichtlicher Zeitstellung.                                                            | D-4-6133-0044 |                |
| Aufseß (Standort) | Grabhügel vorgeschichtlicher Zeitstellung, daraus Funde der mittleren Bronzezeit.                     | D-4-6133-0045 |                |
| Aufseß (Standort) | Grabhügel vorgeschichtlicher Zeitstellung.                                                            | D-4-6133-0046 | weitere Bilder |
| Aufseß (Standort) | Höhle mit Funden vorgeschichtlicher Zeitstellung.                                                     | D-4-6133-0049 |                |
| Aufseß (Standort) | Freilandstation des Mesolithikums und Siedlung des Neolithikums.                                      | D-4-6133-0050 |                |
| Aufseß (Standort) | Freilandstation des Mesolithikums, Siedlung des Neolithikums und der Urnenfelderzeit.                 | D-4-6133-0052 |                |
| Aufseß (Standort) | Freilandstation des Mesolithikums und Siedlung des Neolithikums.                                      | D-4-6133-0056 |                |
| Aufseß (Standort) | Mittelalterlicher Burgstall.                                                                          | D-4-6133-0064 |                |
| Aufseß (Standort) | Befunde des Mittelalters und der frühen Neuzeit im Bereich von Schloss Unteraufseß.                   | D-4-6133-0274 |                |
| Aufseß (Standort) | Befunde der frühen Neuzeit im Bereich von Schloß Oberaufseß.                                          | D-4-6133-0276 |                |
| Aufseß (Standort) | Befunde des Mittelalters und der frühen Neuzeit im Bereich des ehemaligen Rittersitzes von Heckenhof. | D-4-6133-0277 |                |

### Gemarkung Hochstahl
| Lage                 | Objekt | Akten-Nr.     | Bild |
| -------------------- | --- | ------------- | ---- |
| Hochstahl (Standort) | Grabhügel vorgeschichtlicher Zeitstellung. | D-4-6133-0030 |      |
| Hochstahl (Standort) | Grabhügel vorgeschichtlicher Zeitstellung, daraus Funde der Hallstattzeit und der frühen Latènezeit.                                             | D-4-6133-0031 |      |
| Hochstahl (Standort) | Grabhügel vorgeschichtlicher Zeitstellung. | D-4-6133-0032 |      |
| Hochstahl (Standort) | Verhüttungsplatz vor- und frühgeschichtlicher oder mittelalterlicher Zeitstellung.                                                               | D-4-6133-0033 |      |
| Hochstahl (Standort) | Felsdach mit vorgeschichtlicher Keramik. | D-4-6133-0034 |      |
| Hochstahl (Standort) | Grabhügel vorgeschichtlicher Zeitstellung. | D-4-6133-0035 |      |
| Hochstahl (Standort) | Siedlung der späten römischen Kaiserzeit | D-4-6133-0190 |      |
| Hochstahl (Standort) | Vorgängerbau sowie Befunde des Mittelalters und der frühen Neuzeit im Bereich der Katholischen Pfarrkirche St. Johannes d. Täufer von Hochstahl. | D-4-6133-0279 |      |

### Gemarkung Neuhaus
| Lage               | Objekt | Akten-Nr.     | Bild |
| ------------------ | --- | ------------- | ---- |
| Neuhaus (Standort) | Mittelalterlicher ebenerdiger Ansitz.                                                                                                | D-4-6033-0123 |      |
| Neuhaus (Standort) | Siedlung der Urnenfelderzeit. | D-4-6033-0124 |      |
| Neuhaus (Standort) | Freilandstation des Mesolithikums und Siedlung des Neolithikums sowie der Urnenfelderzeit.                                           | D-4-6033-0126 |      |
| Neuhaus (Standort) | Freilandstation des Mesolithikums.                                                                                                   | D-4-6033-0127 |      |
| Neuhaus (Standort) | Verebnete Grabhügel vorgeschichtlicher Zeitstellung, daraus Funde der frühen Laténezeit.                                             | D-4-6033-0128 |      |
| Neuhaus (Standort) | Siedlung der Frühlatènezeit. | D-4-6033-0129 |      |
| Neuhaus (Standort) | Siedlung der Urnenfelderzeit. | D-4-6033-0130 |      |
| Neuhaus (Standort) | Siedlung vorgeschichtlicher und mittelalterlicher Zeitstellung.                                                                      | D-4-6033-0131 |      |
| Neuhaus (Standort) | Grabhügel vorgeschichtlicher Zeitstellung.                                                                                           | D-4-6033-0132 |      |
| Neuhaus (Standort) | Verebnete Grabhügel vorgeschichtlicher Zeitstellung.                                                                                 | D-4-6033-0140 |      |
| Neuhaus (Standort) | Mittelalterlicher Burgstall. | D-4-6033-0195 |      |
| Neuhaus (Standort) | Vorgängerbau sowie Befunde des Mittelalters und der frühen Neuzeit im Bereich der Katholischen Pfarrkirche St. Matthäus von Neuhaus. | D-4-6033-0196 |      |
| Neuhaus (Standort) | Vor- und frühgeschichtlicher oder mittelalterlicher Eisenverhüttungsplatz.                                                           | D-4-6133-0048 |      |
| Neuhaus (Standort) | Freilandstation des Mesolithikums.                                                                                                   | D-4-6133-0054 |      |
| Neuhaus (Standort) | Felsdach mit Funden der Vorgeschichte und des Mittelalters.                                                                          | D-4-6133-0061 |      |

### Gemarkung Sachsendorf
| Lage                   | Objekt                                                                                                | Akten-Nr.     | Bild |
| ---------------------- | --- | ------------- | ---- |
| Sachsendorf (Standort) | Neolithische Siedlung.                                                                                | D-4-6033-0114 |      |
| Sachsendorf (Standort) | Felsdach mit vorgeschichtlichen Funden.                                                               | D-4-6033-0115 |      |
| Sachsendorf (Standort) | Hallstattzeitliche Siedlung.                                                                          | D-4-6033-0117 |      |
| Sachsendorf (Standort) | Ringwallanlage vor- und frühgeschichtlicher Zeitstellung.                                             | D-4-6033-0118 |      |
| Sachsendorf (Standort) | Felsdach mit vorgeschichtlichen Funden.                                                               | D-4-6033-0119 |      |
| Sachsendorf (Standort) | Verebnete Grabhügel vorgeschichtlicher Zeitstellung.                                                  | D-4-6033-0144 |      |
| Sachsendorf (Standort) | Siedlung der Hallstatt- und der Latènezeit.                                                           | D-4-6033-0150 |      |
| Sachsendorf (Standort) | Verebnete Grabhügel vorgeschichtlicher Zeitstellung.                                                  | D-4-6033-0177 |      |
| Sachsendorf (Standort) | Neolithische Siedlung.                                                                                | D-4-6033-0199 |      |
| Sachsendorf (Standort) | Befunde des Mittelalters und der frühen Neuzeit im Bereich des abgegangenen Ansitzes von Sachsendorf. | D-4-6033-0201 |      |
| Sachsendorf (Standort) | Befunde des Mittelalters und der frühen Neuzeit im Bereich des abgegangenen Rittergutes Sachsendorf.  | D-4-6033-0202 |      |

### Gemarkung Thalkirchen
| Lage                                    | Objekt | Akten-Nr.     | Bild |
| --------------------------------------- | --- | ------------- | ---- |
| Thalkirchen Heilmannstraße 5 (Standort) | Villa, zweigeschossiger Mansardwalmdachbau mit Eckerker und Anbauten, Zwerchhaus und Belvedere, barockisierende Putzfassade mit Stuck, vom Baugeschäft Liebergesell und Lehmann, 1908; Garten; Einfriedung; bauzeitlich; Gartenpavillon, vom Baubüro Kulmbacher Spinnerei, 1922. | D-4-6133-0219 |      |

### Gemarkung Zochenreuth
| Lage                   | Objekt                                                | Akten-Nr.     | Bild |
| ---------------------- | ----------------------------------------------------- | ------------- | ---- |
| Zochenreuth (Standort) | Verebneter Grabhügel vorgeschichtlicher Zeitstellung. | D-4-6133-0187 |      |
| Zochenreuth (Standort) | Verebnete Grabhügel vorgeschichtlicher Zeitstellung.  | D-4-6133-0188 |      |